# Осіпов Олексій Рудольфович
Олексій Рудольфович Осіпов (нар. 2 листопада 1975, Сімферополь, УРСР) — український футболіст, півзахисник.

## Біографія
Олексій Осіпов народився 2 листопада 1975 року в Сімферополі. Саме в рідному місті почав займатися футболом, в 1993 році завершив навчання в місцевому УОР.
В 1993 році розпочав професійну кар'єру в армянському «Титані», але цього ж літа перейшов до сімферопольської «Таврії». В складі таврійців дебютував 8 жовтня 1993 року в матчі Вищої ліги чемпіонату України проти донецького «Шахтаря». Через рік повернувся до «Титану», а в 1996 році перейшов до херсонського «Кристалу». На початку 1997 року повернувся до сімферопольської «Таврії», а 24 вересня 1998 року в матчі з київським «Динамо» відзначився хет-триком — першим у воротах київської команди.  При рахунку 0:3 Осіпов відзначився на 59, 65, 86 хвилинах та врятував для клубу нічию, 3:3. В 2000 році виїхав до Росії, де захищав кольори «Крила Рад» (Самара) та «Чорноморця» (Новоросійськ). На початку 2002 року повертається до України та стає гравцем київського «Арсеналу», але пізніше знову повертається до «Таврії». На початку 2004 року відправився до російського «Терека» з Грозного. У першій частині 2005 року виступав у казахському «Актобе», а вже восени 2005 року захищав кольори сімферопольського «Динамо-ІгроСервіс». У лютому 2006 року черговий раз підписав контракт з «Таврією», але в складі клубу у весняній частині сезону 2006/07 років провів лише 2 поєдинки, після чого повернувся до «ІгроСервіса». Саме в складі цього клубу в 2008 році завершив кар'єру професійного гравця.
Після цього виступав у складі аматорських клубів «Новатор-Ренесанс» (Ялта) та ІТВ (Сімферополь).
З 2011 по 2013 роки виступав у складі сімферопольських ветеранських клубів КСХІ та КСХІ-2.
З 11 серпня 2014 по 20 серпня 2015 років працював на посаді «спортивного директора» у фейковому клубі ТСК-Таврія (Сімферополь), який було створено окупаційною владою Криму.

## Досягнення

### Командні
- Перша ліга чемпіонату Росії
  -  Срібний призер (1): 2004

- Кубок Росії
  -  Володар (1): 2004

- Прем'єр-ліга
  -  Чемпіон (1): 2005

### Індивідуальні
- Список найкращих бомбардирів Вищої ліги чемпіонату України:
  - 5-6-те місце (1): 1998/99 (11 голів)